# Polikarpow I-15
Die Polikarpow I-15 (russisch Поликарпов И-15) war ein einsitziges Doppeldecker-Jagdflugzeug aus sowjetischer Produktion, das in der ersten Hälfte der 1930er Jahre erstmals flog und noch im Zweiten Weltkrieg zum Einsatz kam. Wegen der markanten Form des Oberflügels, der nicht durchgehend verlief, sondern zum Rumpf hin abknickte, erhielt sie den Beinamen Tschaika (Чайка, Möwe). Von ihr sowie der Weiterentwicklung I-15bis wurden insgesamt 3082 Exemplare gebaut.

## Entwicklung

### I-15

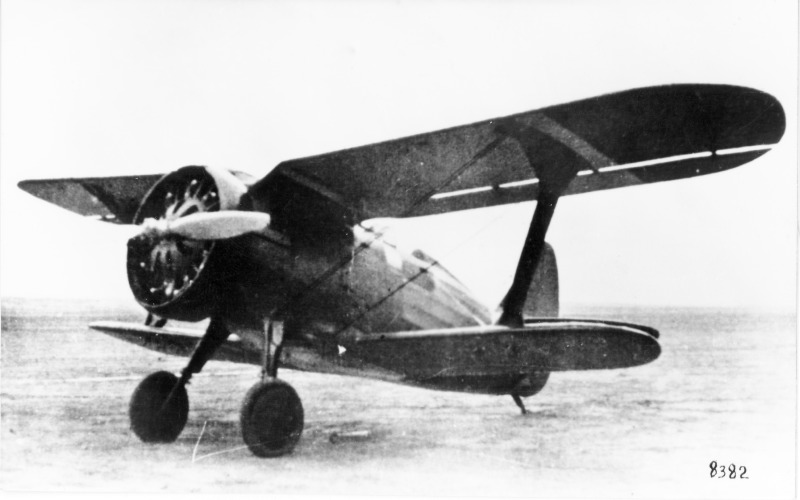
I-15 mit Möwenflügel

Nikolai Polikarpow konstruierte die I-15 ab Februar 1933 beim ZKB als Nachfolgemodell der seit 1930 verwendeten I-5. Der Prototyp bekam die Bezeichnung ZKB-3 und wurde durch einen mit einem Townend-Ring versehenen amerikanischen Wright SGR-1820/F-3-Motor mit 715 PS Leistung angetrieben. Bereits im Oktober 1933 begann die einmonatige Flugerprobung, die zufriedenstellend verlief und von Waleri Tschkalow durchgeführt wurde.
Ursprünglich sollte die I-15 mit einem M-22-Sternmotor ausgerüstet werden. Da sich dessen Produktion aber verzögerte, wurden bei Beginn der Serienfertigung 1934 die ersten 59 Maschinen mit dem Wright Cyclone ausgerüstet. Den M-22, ein in Lizenz gebauter Bristol Jupiter, verwendete man von 1934 bis 1936 und ab 1937 den als Lizenz des Wright R-1820 gefertigten stärkeren M-25. Bei der Herstellung gab es einige Unterschiede, so wurden einige I-15 ohne ersichtlichen Grund mit durchgehendem Oberflügel ausgestattet. Der Großteil der Flugzeuge wurde im Staatlichen Flugzeugwerk Nr. 1 in Moskau hergestellt, die restlichen 2 % produzierte das Werk Nr. 39 in Irkutsk.
Auf der internationalen Luftfahrtausstellung in Mailand wurde die I-15 1935 der Öffentlichkeit vorgestellt. Am 21. November dieses Jahres stellte Wladimir Kokkinaki mit einer abgespeckten Serien-I-15 mit 14.575 m einen neuen absoluten Höhenweltrekord für Flugzeuge auf.
Ab 1934 wurden 404 I-15 mit M-22 und 270 mit M-25 Motor in Dienst gestellt. Im spanischen Bürgerkrieg lieferte die UdSSR ab 13. Oktober 1936 155 als Chato (Stupsnase) bezeichnete Flugzeuge an die republikanische Regierung in Spanien, die sie gegen die Heinkel He 51 und Messerschmitt Bf 109 der deutschen Legion Condor einsetzte. Der erste Kriegseinsatz erfolgte am 4. November 1936 im Luftkampf über Alcorcón (Großraum Madrid). Die I-15 war einfach zu fliegen und sehr beliebt bei den Piloten. Die Zeit zum Fliegen eines Vollkreises lag bei nur acht Sekunden.
In Spanien wurde nach dem Ende des Bürgerkrieges weitere 237 Maschinen in Lizenz gebaut und bis Ende 1955 im Flugbetrieb eingesetzt. Hauptstandorte waren Valencia, Alicante und Valladolid.
Als China 1937 von Japan überfallen wurde, hatte es die I-15 ebenfalls in seinem Bestand.
Insgesamt sind 674 Maschinen vom Typ I-15 bis Ende 1937 hergestellt worden.
Ein 1937 mit einer Druckkabine ausgestattetes Versuchsmuster I-15GK gelangte über das Teststadium nicht hinaus, ebenso ein Schlachtflugzeugprojekt von 1936. Einige I-15 der 2. Serie mit M-25-Motor wurden mit zwei 12-7-mm-MG BS ausgestattet und als I-15BS eingesetzt.

### I-15bis (I-152)

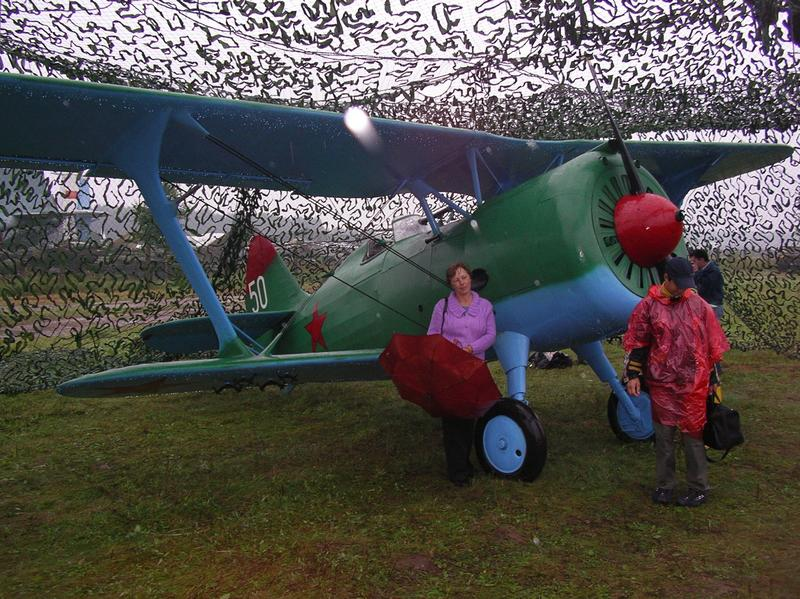
I-15bis mit durchgehendem Oberflügel

Die mit einem verbesserten M-25W-Motor ausgestattete Weiterentwicklung der I-15 flog erstmals 1936 unter der Werksbezeichnung ZKB-3bis und erreichte die Truppe 1937. Augenscheinliche Veränderungen zum Vorgänger waren die breitere Triebwerksverkleidung, ein größerer Kraftstofftank sowie der durchlaufende und mit N-Stielen am Rumpf abgestützte obere Tragflügel. Das Tragwerk insgesamt erhielt eine neue Profilform und war um 0,6 m² vergrößert worden.
I-15bis flogen im Zweiten Chinesisch-Japanischen Krieg 1937, im Japanisch-Sowjetischen Grenzkonflikt 1939 sowie 1939/40 im Winterkrieg gegen Finnland. Im Großen Vaterländischen Krieg wurden sie vor allem als Jagdbomber eingesetzt und verschwanden bis 1942 aus den Fronteinheiten. Gebaut wurden insgesamt 2408 I-152.

## Konstruktion
Die I-15/I-15bis besaß einen geschweißten Stahlrohrrumpf mit Stoffbespannung, nur den Bug verkleidete man mit Duralumin. Der Pilot saß, wie zu der Zeit allgemein üblich, in einem offenen Cockpit. Zum leichteren Ein- und Aussteigen konnten die oberen Rumpfkabinenteile heruntergeklappt werden. Der Oberflügel war bei der I-15bis mit dem Rumpf durch N- und mit dem Unterflügel durch I-Streben verbunden. Das gesamte Tragwerk war verspannt, das Leitwerk in Normalbauweise war durch V-Stiele mit der Rumpfunterseite verbunden. Die Haupträder des Fahrwerks besaßen eine stromlinienförmige Verkleidung, die in der Praxis jedoch oft entfernt wurde. Der Hecksporn der Maschine war gefedert.

## Versionen
- Die I-152-Serienversion mit im Gegensatz zur I-15 leistungsstärkerem Triebwerk und durchgehendem Oberflügel.
- Eine als DIT bezeichnete zweisitzige Schulversion. Sie war 180 Kilogramm schwerer als die herkömmliche I-152 und mit zwei 7,62-mm-MG SchKAS bewaffnet.
- Die mit zwei Turbokompressoren TK-3 ausgerüstete I-152TK aus dem Jahr 1939.
- Die I-152GK war ein aus demselben Jahr stammendes Versuchsmuster mit hermetischer Kabine von Schtscherbakow. GK steht für „Germetitschscheskaja kabina“. Diese als SK-IV „Stratospärenkapsel“ bezeichnete Druckkabine wurde zuerst 1937 vom NII WWS (GLITS), dem Forschungsinstitut der Luftstreitkräfte getestet und in zumindest eine I-15 eingebaut.[4] Die Entwicklung der I-152GK wurde abgebrochen, da der Gewichtszuwachs von 68 kg und die Tatsache, dass die Kapsel bei höheren Geschwindigkeiten in Notfallsituationen nicht zu öffnen war, als nicht akzeptabel angesehen wurden.[5]
- Der Erprobungsträger I-152DM für zwei Staustrahltriebwerke DM-2 von Igor Merkulow. Die Erprobung erfolgte bei insgesamt 54 Flügen vom Dezember 1939 bis Juni 1940 durch Pjotr Loginow. Die Geschwindigkeit erhöhte sich durch die Triebwerke lediglich um etwa 18–22 km/h.[6]

## Einsatzländer

Polikarpow I-15

- Sowjetunion
- China
- Spanien
- Mongolei

## Technische Daten
|                        | I-15 (1937 Serie)                                     | I-15bis (I-152) |
| ---------------------- | ----------------------------------------------------- | --- |
| Besatzung              | 1                                                     | 1 |
| Spannweite             | 9,75 m                                                | 10,20 m |
| Länge                  | 6,10 m                                                | 6,28 m |
| Höhe                   | 2,19 m                                                | 2,94 m |
| Flügelfläche           | 23,55 m²                                              | 22,53 m² |
| Rüstmasse              | 1180 kg                                               | 1310 kg |
| Startmasse             | 1730 kg                                               | |
| Antrieb                | ein luftgekühlter 9-Zylinder-Sternmotor Schwezow M-25 | ein luftgekühlter 9-Zylinder-Sternmotor Schwezow M-25B                                                                  |
| Leistung               | 715 PS (526 kW)                                       | 750 PS (552 kW) |
| Höchst geschwindigkeit | 315 km/h in Bodennähe 376 km/h in 3000 m Höhe         | 316 km/h in Bodennähe 346 km/h in 5000 m Höhe                                                                           |
| Steigzeit              | 3,3 min auf 3000 m Höhe                               | 6,7 min auf 5000 m Höhe                                                                                                 |
| Gipfelhöhe             | 9000 m                                                | 9500 m |
| Flugdauer              | 2,6 h                                                 | 2,6 h |
| Reichweite             | 725 km                                                | 770 km |
| Dauer einer Vollkurve  | 8–8,5 s                                               | 10,5 s |
| Bewaffnung             | vier 7,62-mm-MG PW-1 200 kg Bomben                    | vier 7,62-mm-MG PW-1 oder 12,7-mm-MG BS bei späteren Versionen SchKAS statt PW-1 150 kg Bomben oder sechs RS-82-Raketen |